# Jan Vonka
Jan Vonka (Slaný, 17 mei 1963) is een Tsjechisch autocoureur en teameigenaar.

## Carrière
Vonka nam oorspronkelijk deel aan rallys in de vroege jaren 80, voordat hij overstapte naar het heuvelklimmen. In 1999 won hij tevens het Tsjechische circuitkampioenschap voor zijn eigen team Vonka Racing.
Vonka reed in 2002 ook één race in de N-GT-klasse van de FIA GT. In 2004 reed hij hier fulltime en eindigde als twaalfde in het kampioenschap, voordat hij in 2005 als achtste eindigde in de GT2-klasse. In 2006 nam hij deel aan de 12 uur van Sebring. Ook reed hij in 2006 in zijn thuisraceweekend in het World Touring Car Championship op het Automotodrom Brno voor het team Wiechers-Sport in een BMW 320i. In de eerste race haalde hij de finish niet, terwijl hij in de tweede race als 21e eindigde.